# آنتوان سیمینوویچ ماکارنکو
آنتوان سیمینوویچ ماکارنکو Semyonovich Makarenko (روسی: Анто́н Семёнович Мака́ренкоهای اوکراینی: Анто́н Семе́нович Макаре́нко، ۱۳ ژانویه سال ۱۸۸۸ – ۱ آوریل ۱۹۳۹ فارسی : آنتوان سیمینویچ ماکارنکو) مربی، نظریه‌پرداز، مددکار اجتماعی و نویسنده با نفوذ اتحادیه جماهیر شوروی سابق بود , که به ترویج ایده‌های دموکراتیک و اصول آموزشی تئوری همراه با عمل مشهور است. او به عنوان یکی از بنیانگذاران تعلیم و تربیت اتحاد جماهیر شوروی به شرح و بسط نظریه و روش تربیت خودسازمانی گروه‌های کودکان و معرفی مفهوم کار مولد به سیستم آموزشی پرداخت. از ماکارنکو اغلب به عنوان یکی از مربیان تعلیم و تربیت بزرگ دنیا یاد می‌شود و کتاب او (داستانهای پداگوژی) در بسیاری از کشورها منتشر شده
پس از انقلاب روسیه او به تأسیس یتیم خانه‌های خود سازمانده (که توسط خود کودکان اداره می‌شوند) برای حمایت از کودکان خیابانی — شامل بزهکاران نوجوان و یتیمان بازمانده از جنگ داخلی — مبادرت ورزید. در میان این موسسات مؤسسه گورکی (کولونی گورکی) و بعدها کمون کار درژینسکی در خارکف بودند که در آنها دوربین FED تولید شد. ماکارنکو کتابهای متعددی نوشت: که از میان آنها، داستان‌های پداگوژی، داستانی افسانه گون از مؤسسه گورکی(کولونی گورکی)، در اتحاد جماهیر شوروی، بسیار مشهور و محبوب گشت. به سال ۱۹۵۵ فیلمی با عنوان انگلیسی جاده‌ای به زندگی از آن ساخته شد

## زندگی‌نامه
آنتون سیمینوویچ ماکارنکو در بیلوپیلیا، استان خارکف، متولد شد. پدرش نقاش کارگاه‌های راه‌آهن و مادرش تاتیانا یخائیلونا (موسوم به Dergachova) دختر سربازی از میکولائیف. بود

## یادداشت
1. ↑  According to Makarenko's brother Vitaly Semyonovich, "despite his Ukrainian origins, Anton was 100% Russian." - «… несмотря на своё украинское происхождение Антон был 100 % русским» (Makarenko, V.S. My Brother Anton Semyonovich.